# Teatre Principal (Barcelona)
El Teatre Principal és un edifici situat a la Rambla de Barcelona, catalogat com a bé cultural d'interès local. Antic Teatre de la Santa Creu i també Teatre de l'Hospital, és el més antic de la ciutat i un dels més antics de l'Estat. Funcionà des de la segona meitat del segle xvi fins al 2006, i fou novament obert el 2013; tancà definitivament el febrer del 2017. Entre 1919 i 1986, va funcionar sobretot com a cinema. De 1872 a 1906, al local de la planta superior s'instal·là la seu de l'Ateneu Barcelonès.

## Història

### Fins al 1729
El primer teatre, la Casa i Corral de les Comèdies, es va poder construir gràcies a la donació d'un terreny i unes cases al final de la Rambla, l'anomenada Horta de Trentaclaus, realitzada per Joan Bosch a favor de l'Hospital de la Santa Creu La junta de govern de l'hospital va pensar, poc després, d'aprofitar el lloc per hostatjar-hi representacions teatrals: amb el beneficis de les representacions, l'hospital podria sufragar part de les seves despeses. Per tal que aquests beneficis fossin superiors, el teatre tindria l'exclusiva de les representacions: la junta de canonges l'arrendava i en cedia l'explotació al millor postor en subhasta pública. Així, demanà el privilegi d'exclusivitat al lloctinent i capità general de Catalunya Fernando de Toledo, que el concedí el 30 d'abril de 1579 i fou ratificat per Felip II d'Espanya en 1587, el 25 de juliol, que en concedia el privilegi a perpetuïtat. Estableix el monopoli per a "dar funciones de música y declamación, con el derecho a conceder permiso, mediante alguna retribución, a las compañías o personas que lo soliciten para ejecutar aquella clase de funciones".
La construcció d'un teatre estable no començà fins a 1596, però ja s'hi feien representacions des del moment de la concessió del privilegi, en un recinte de fusta a l'horta de les cases donades a l'Hospital. Així, en 1591, el bisbe Joan Dimas Loris va publicar un edicte contrari a les farses i comèdies que s'hi feien, considerant-les immorals i perilloses, la qual cosa indica l'arrelament i repercussió del teatre en la societat. En 1597, els consellers de la ciutat fan enderrocar el teatre de fusta, amb un corredor amb sis cambres, ja que els canonges de l'Hospital encara no els havien demanat els permisos corresponents; el mateix any, però, l'Hospital comença a construir-hi un teatre de pedra i al·lega el privilegi reial per justificar l'activitat. La mort de Felip II en 1598 comportà la prohibició de les representacions teatrals en senyal de dol, fins al 1600. L'explotació del teatre fou un negoci pròsper i animà a mercaders i artesans rics, sovint agrupats en companyies, a arriscar-hi els diners convertint-se en empresaris inversors que contractaven companyies teatrals: en 1689 fou arrendat a Pere Tort, blanquer, per tres anys i al preu total de 1.160 lliures.
Les peces que s'hi representaven canviaven cada un o dos dies, amb un repertori força gran, la qual cosa fomentava l'afluència del públic i l'èxit econòmic de l'empresa. Per exemple, la companyia de Josep Torras es compromet en 1673 a fer vint-i-cinc obres al llarg de cinquanta dies; en 1674, Fulgencio López hi representa cinquanta obres diferents i en 1687 i 1699 sengles companyies hi fan seixanta obres cadascuna. El repertori era gairebé exclusivament en castellà, amb les obres més actuals de les estrenades a Madrid, especialment i durant l'últim terç del segle, de Calderón i, a distància, d'Agustín Moreto i altres autors d'aquesta generació (Rojas Zorrilla, Antonio Solís y Rivadeneira, Andrés Claramonte, etc.). En 1714, després de la conquesta de la ciutat, Felip V d'Espanya volgué tancar el teatre, però l'ordre no es dugué a terme.

#### L'edifici als primers temps

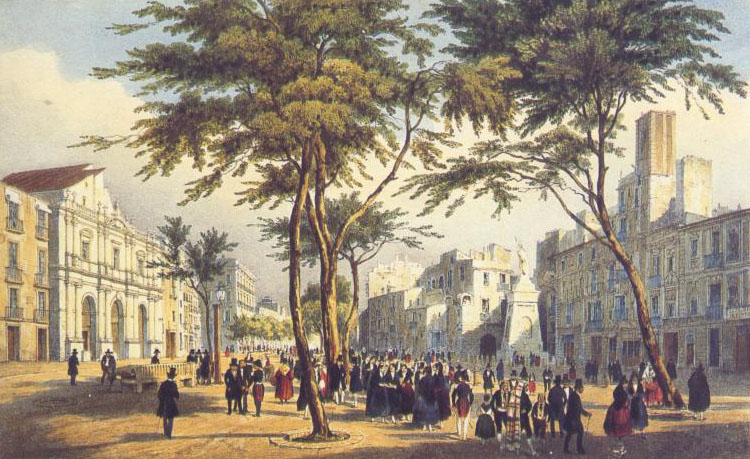
Gravat de cap a 1830, amb la Rambla i el Teatre de la Santa Creu a l'esquerra, amb la façana anterior a la reforma de 1848

Les representacions ja s'hi donaven abans del 1597, en un pati de fusta, mentre es feien les obres per a un edifici estable d'obra, que van començar el 1596, amb projecte del mestre d'obres Montserrat Santacana. L'edifici va estar acabat el 1601, però per defectes de construcció, va enfonsar-se en part i fou reedificat en 1603. El nou teatre tenia pati, tres pisos i tretze llotges. Sembla que era cobert i il·luminat amb grans finestrals, a diferència dels patis de comèdies de la resta d'Espanya; seria, per tant, el teatre cobert més antic de la península Ibèrica. En acabar el segle xvii tenia: planta baixa amb el pati, on hi havia vuit fileres de bancs davant l'escenari i cinc a cada costat, i onze llotges ("camerilles" o "aposientos" diuen els documents) al voltant, protegides amb gelosies; primer pis amb onze llotges i segon pis amb grades, que formaven el galliner, amb divisió per a homes i dones. Un segon "tablado" acollia els músics.
Des d'aleshores i d'una manera ininterrompuda, aquest indret ha estat ocupat per un teatre i la plaça que es troba davant va dur el nom de Pla de les Comèdies. Avui en dia, s'anomena Plaça del Teatre i, des de començaments del segle xx, acull un monument erigit a Frederic Soler, àlies Serafí Pitarra, pare de la dramatúrgia catalana.
El primer edifici, primordialment de fusta, va patir diversos incendis i reformes. Entre 1728 i 1729 es va ampliar i es va reconstruir amb pedra, i en 1760 hi hagué una nova ampliació, que permeté encabir-hi més de mil espectadors. En 1776 s'hi construí una nova façana còncava, que molt retocada i modificada, és la base de l'actual. El 27 d'octubre de 1787 va patir un incendi que en va destruir la sala i l'interior, quedant-ne només la façana. Gràcies a les donacions de nobles, principalment el marquès de Ciutadilla Francesc de Paula Gassol de Sentmenat i de Clariana i el comte d'El Asalto, el nou teatre, projectat per l'enginyer militar Carles Francesc Calzer i molt més sumptuós que el primer, es va poder tornar a obrir el 4 de novembre de 1788. Conegut com a Corral de Comèdies i després com a Cases de l'Òpera, va adoptar el nom de Teatre de la Santa Creu. Durant les obres, s'aixecà al costat un teatre de fusta que permeté continuar amb les representacions.

### Elseglexviiii final del monopoli
En 1725, una cèdula reial de Felip V va regular el desenvolupament de les funcions: separava els seients d'homes i dones, les entrades d'artistes, separades de les del públic, i establia que les obres comencessin a les dues i mitja de la tarda en hivern i a les quatre l'estiu. No obstant això, aquests horaris van canviar i sabem que en 1793, les comèdies començaven a les cinc de la tarda i les òperes a les sis. En 1735 es constituí una cooperativa d'actors com a responsable de la gestió del teatre. Durant la segona meitat del segle xviii va acollir espectacles d'òpera, preferentment italiana: així, des de 1750, a més de l'habitual temporada de teatre, va fer-se una temporada anual d'òpera amb una companyia contractada exclusivament per a això. Des de final del xviii també es van anar fent concerts i recitals vocals i instrumentals (anomenats acadèmies), i temporades de dansa.
El primer terç del XIX va veure la popularitat de les comèdies de màgia (que permetien espectacles amb grans efectes escènics, tramoies i decorats variats), la sarsuela i l'apogeu de l'òpera com a espectacle de masses. En 1827 comença a imprimir els cartells, fins llavors manuscrits, amb els títols i artistes dels espectacles. El 1833, però, va acabar el monopoli de les funcions teatrals a la ciutat (en 1820, durant poc temps, va obrir el Teatre dels Gegants, a la Plaça dels Gegants) i el teatre va començar a tenir competidors: el Teatre de Montsió (1837-1844), el Teatre Nou (1843-1848) i, finalment, el Gran Teatre del Liceu (1847). La rivalitat amb aquest teatres (especialment el Nou, que també va començar a programar òperes, i el Liceu), va fer que es creessin "bàndols" a la ciutat: cruzados y capuchinos primer (els caputxins eren els del Teatre Nou), i liceístas y cruzados després: la comèdia de Serafí Pitarra Liceístas y cruzados satiritza aquest enfrontament entre partidaris d'ambdòs teatres, que es va mantenir fins als anys setanta del segle xix.

### Teatre Principal

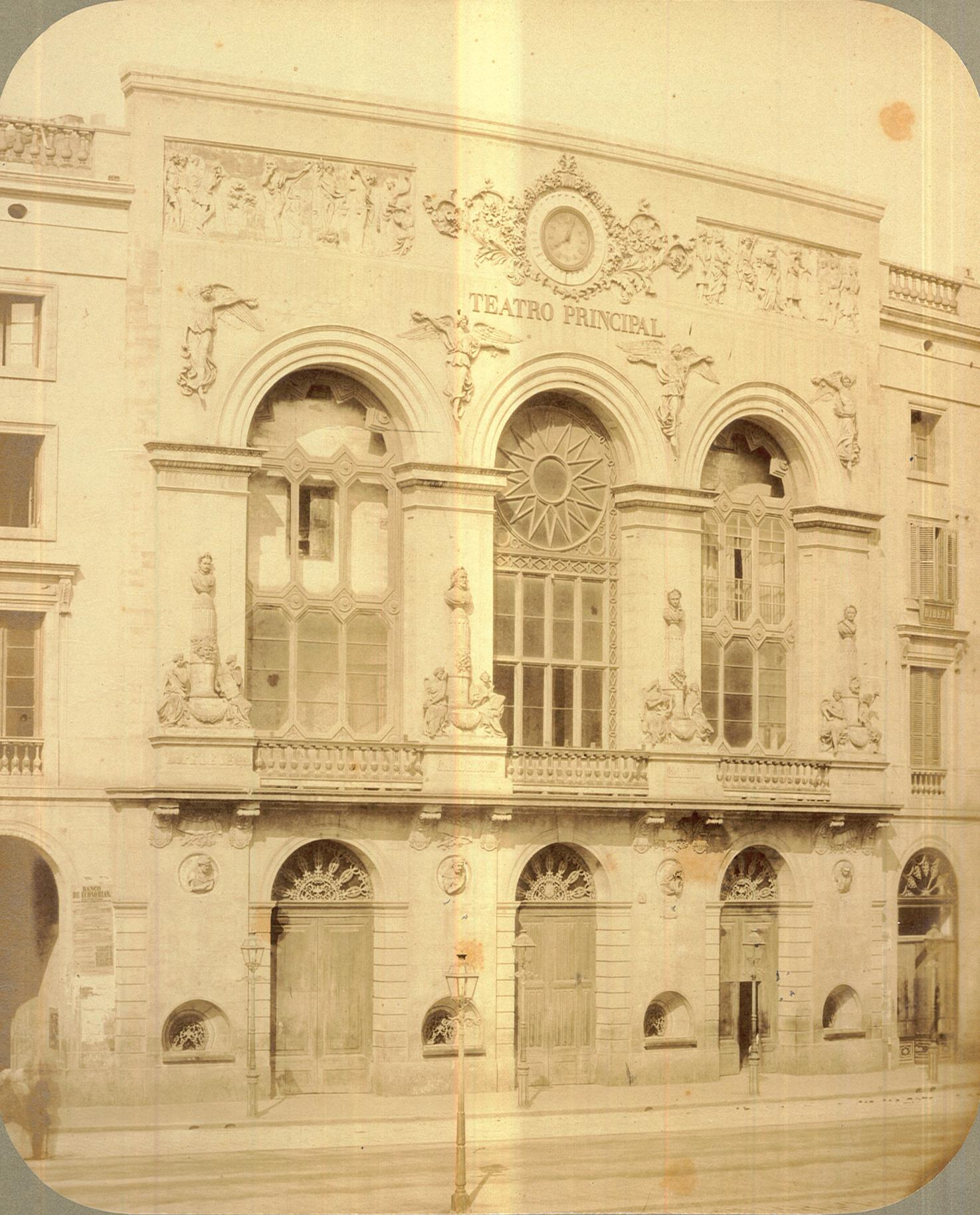
Façana original de Daniel i Molina de 1847, fotografia ca. 1870.

Des del 23 d'abril de 1840, en què va obrir de nou les portes, adoptà el nom de Teatre Principal per tal de marcar distàncies respecte a altres teatres nous, i sobretot del Gran Teatre del Liceu, acabat de crear. El canvi de nom va anar acompanyat d'una reforma arquitectònica, de la qual data la façana actual (1847), projectada per Francesc Daniel Molina i Casamajó. La rivalitat amb el Liceu continuà, programant tots dos òperes i mirant de ser els primers a estrenar els títols de més èxit o de contractar els millors cantants. Fins als anys quaranta, el Principal va mantenir la primacia, però a partir de llavors, el Liceu, més innovador i ric, va convertir-se en el gran teatre de la ciutat. Tot i això, el Principal encara va ser el primer a estrenar Aida o una òpera de Wagner, Lohengrin (el 1882, un any abans que el Liceu). Estrelles del moment, com Enrico Tamberlinck o Adelina Patti van cantar al Principal sense fer-ho mai al Liceu. En 1866 s'hi instal·là l'enllumenat amb gas i se'n reformaren la sala i l'escenari.

### Decadència
Als anys setanta del segle xix va començar la seva decadència, que no s'aturarà: l'Hospital intenta vendre'l en 1877, degut a la seva minvant rendibilitat. Una campanya popular va impedir que es derruís el 1889. Va abandonar la programació d'òperes (era un espectacle molt car) i va tenir moments importants en la renovació del teatre català, com quan va acollir els Espectacles i Audicions Graner. En 1897, l'Hospital intentà arrendar-lo a l'Ajuntament, per 25.000 pessetes l'any, però no s'arribà a un acord.

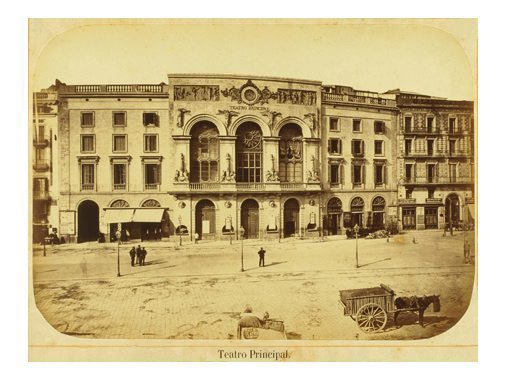
Postal de ca. 1850 amb el teatre i la façana original de 1847, de Daniel i Molina.

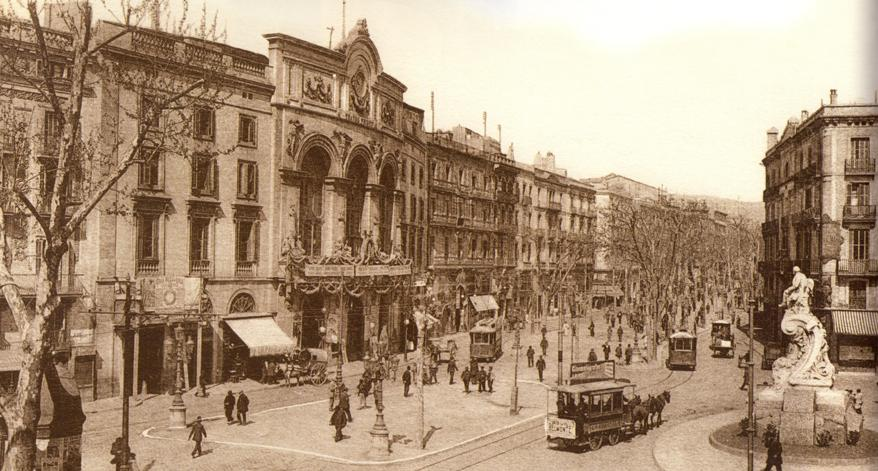
El teatre cap als anys vuitanta del s. XIX, amb la façana abans de l'incendi de 1913.

Des de 1905, s'hi alternen funcions teatrals amb projeccions cinematogràfiques. Un nou incendi el 4 de novembre de l'any 1915 va marcar l'inici de la seva desaparició com a teatre de grans esdeveniments teatrals. Reconstruït, ja no va recuperar el prestigi anterior. La seva capacitat era llavors de 1.600 seients. En 1918, fou venut a una empresa privada, i el 7 de març de 1919 va començar a funcionar com a cinema, amb el nom de Principal Palace, però fent encara espectacles teatrals i musicals. Els 1924 i 1933 (el 17 de setembre) va patir els seus dos darrers incendis que van alterar totalment la seva estructura actual. L'1 de juny de 1934 va obrir aquesta etapa amb la revista Las mujeres del zodíaco.
El 5 de juny de 1896, al saló de descans s'hi va presentar el Kinematograph, una variant de l'aparell dels Lumière, que va constituir la primera mostra pública de fotografia en moviment feta a Barcelona—al desembre del mateix any, els Lumière van presentar el seu invent al taller del fotògraf Napoleon.

### De 1935 a 2006
S'hi alternaren el cinema, les varietats i el "gènere ínfim", juntament amb revistes, sarsueles i obres de teatre. Tot i el to baix de la programació, encara van tenir-hi lloc estrenes com la de Doña Rosita la soltera de García Lorca amb la companyia de Margarida Xirgu.
El 1939 va "espanyolitzar" el seu nom com a Principal Palacio i el 24 d'abril de 1943 va obrir una nova sala de cinema, més petita (490 butaques), amb el nom de Cine Latino. Una part de l'edifici va allotjar un frontó (el Jai Alai), una sala de billar (Billares Monforte). A una sala d'una planta superior va funcionar un cabaret (el Cúpula Venus), que en l'actualitat ocupen els Billares Monforte, i en una de les plantes hi havia una casa de cites.
Després d'unes reformes, dirigides per Antoni Bonamusa, i ja en mans de l'empresa Balañà, el 10 de setembre de 1979 s'obrí com a cinema amb dues sales: la principal, anomenada Pantalla 1, amb 991 seients (s'hi donà Moonraker) i la Pantalla 2 a la sala de l'antic Latino, amb 400 butaques (s'hi donà Tarantula). La sala gran tancà com a cinema el 1986 (l'1 de maig) i la petita, el 1988 (2 d'octubre), tot i que va hostatjar una sala de cinema X.
Posteriorment, els anys noranta, va acollir algunes representacions esporàdiques de teatre, concerts, recitals i espectacles operístics (en 1998-1999 s'hi representaren quatre òperes traduïdes al català). Es va parlar de la possibilitat que el teatre esdevingués part del Liceu, com a sala per a òperes i espectacles de format petit. Durant un temps va ser la sala d'assajos de l'orquestra i cor del Liceu. El gener de 2006, finalment, va tancar com a teatre. Se'n va negociar l'adquisició per part de l'Ajuntament, però no va prosperar.

### Reobertura de 2013 i tancament en 2017
El febrer de 2013 s'anuncià la reforma del local, l'apertura del qual es va produir el 6 d'octubre d'aquell any, i amb l'actor Toni Albà com a director artístic. L'empresa, formada per tres socis i el Grup Balanyà, preveia dedicar-lo a tot tipus d'espectacles i activitats socials, culturals o lúdiques, com desfilades de moda, presentacions, etc. La finalització de la reforma està prevista per al 2015. A l'espai de la sala de billars s'instal·laria un hotel de 60 habitacions, i en la cúpula un bar cafeteria.
La sala principal, amb 600 seients, s'inaugurà el 13 de novembre de 2013 amb l'espectacle Lío Ibiza, espectacle de cabaret i varietats procedent d'Eivissa i dirigit per Joan Gràcia, del Tricicle. També entrà en activitat la sala de festes Latino, per a 300 persones.
L'empresa estava gestionada per Carlos Caballero. Malgrat que la sala gran també es feia servir, durant l'horari nocturn de discoteca, la llicència municipal per a aquest ús havia estat denegada. L'empresari fou detingut per la seva implicació en una xarxa de prostitució i va haver-hi dues denúncies de veïns pel soroll produït durant la nit. En novembre de 2014, l'ajuntament va ordenar el tancament de la discoteca. El local tornà a obrir l'octubre de 2015, quan l'ajuntament el precintà per la manca de llicència, denunciat ara per altres empresaris del sector. El febrer de 2017, el teatre tanca definitivament i se'n retiraren els cartells i rètols que l'anunciaven.

## Edifici

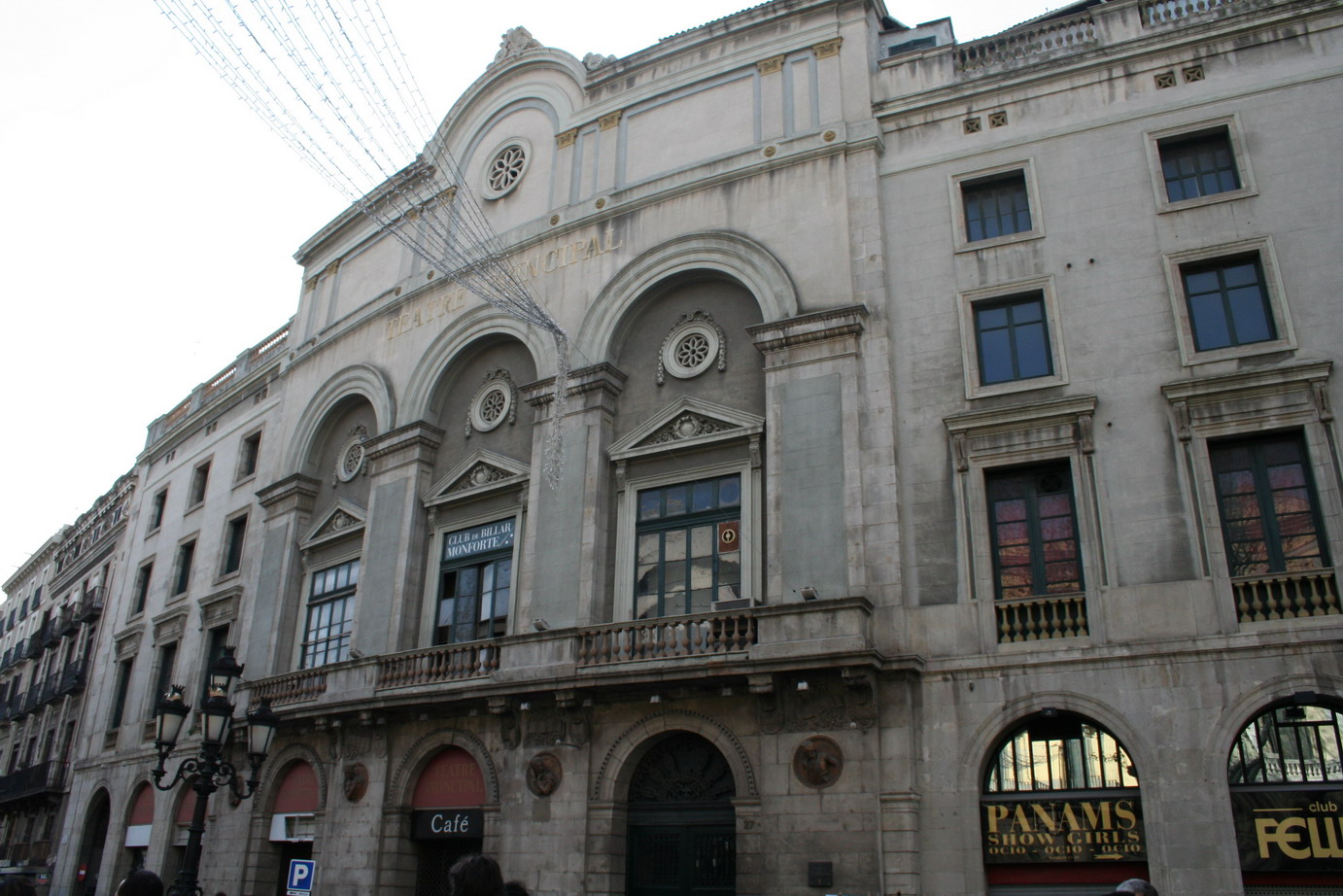
Façana del teatre a l'actualitat.

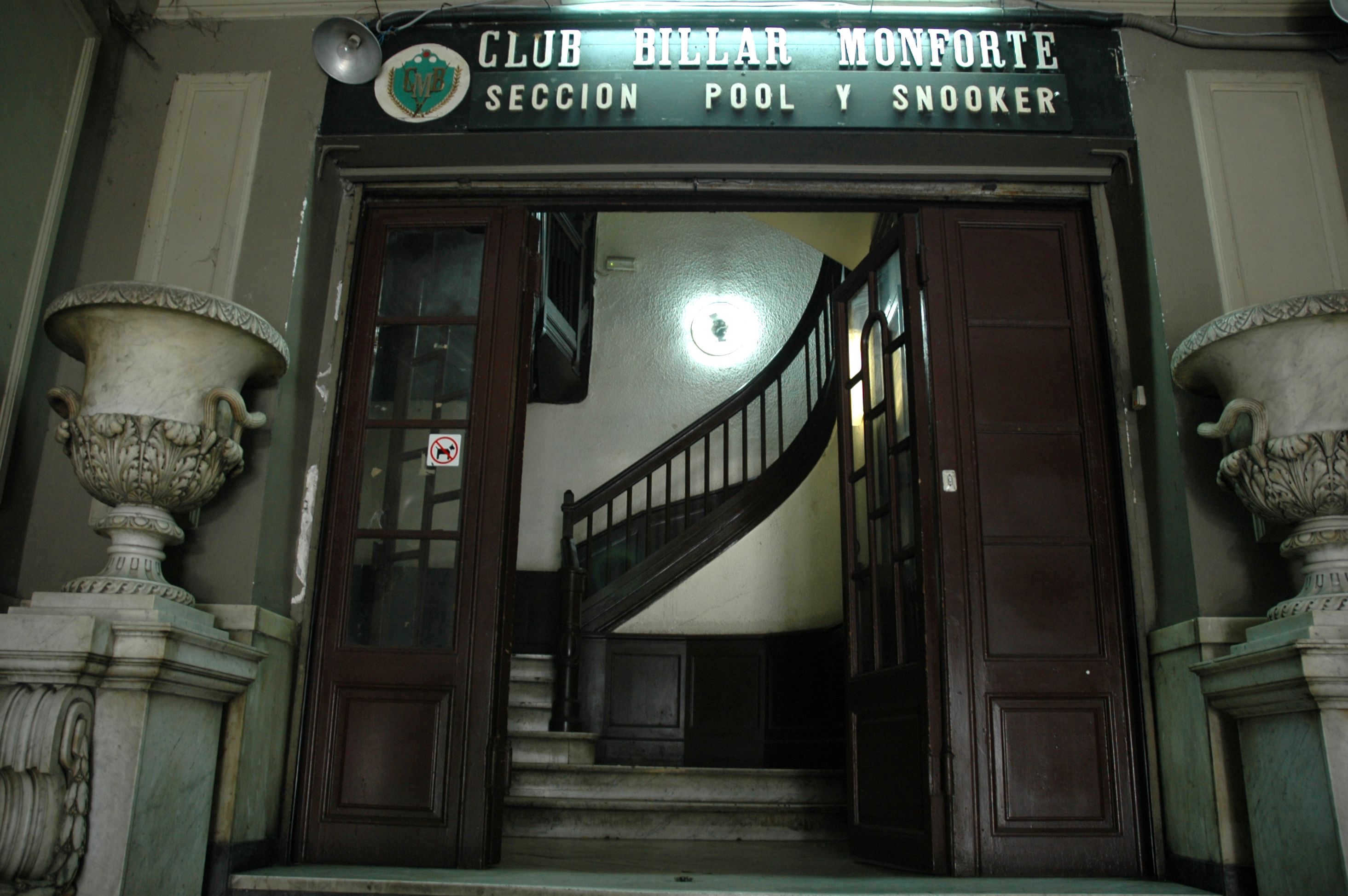
Una part del teatre està ocupat per un billar.

En gravats antics es pot veure la façana anterior a 1776: plana i amb dos cossos, tres arcs semicirculars i columnes jòniques aparellades a cada costat dels arcs a la part inferior, i pilastres jòniques i finestres amb frontons al pis de dalt (la del centre, més gran), amb barana sobre l'arquitrau del primer cos. Rematava la façana un frontó semicircular al centre, i balustrada amb gerros als costats. L'interior, en la reconstrucció de 1788, tenia una estructura a la italiana, amb platea i pisos (quatre) en forma de ferradura, amb una decoració elegant, amb daurats.
El 1802 s'acabà una ampliació i el 1847, la reforma de Francesc Daniel Molina va fer que la façana adoptés una forma convexa a la part central, rematada amb una cornisa. Hi afegí una balconada que recorria les tres grans arcades del pis principal, i decoració amb relleus de terracota de Bartomeu Ferrari: dessota els balcons, medallons amb bustos d'actors: Maria Malibran, Isidoro Máiquez, Caylón i Julián Prieto, que es conserven encara a la façana. Als pilars dels arcs, columnes truncades amb nimfes a la base i els bustos de Lope de Vega, Calderón de la Barca, el cantant Manuel García i l'actor Requeno; als carcanyols, quatre figures alades de la Fama sostenint corones de llorer a les mans; a l'àtic, un rellotge al centre, decorat amb volutes i, a banda i banda, sengles frisos amb baix relleus al·legòrics. Als incendis i successives reformes del segle xx, aquests elements van desaparèixer en la seva majoria, mantenint-se la forma corbada de la façana i les obertures de portes i finestres. En general, la façana de Daniel i Molina rebé dures crítiques per la manca de proporcions, per la convexitat injustificada i per algunes solucions decoratives poc ortodoxes.
L'interior presentava un vestíbul octogonal d'on arrencava l'escala que portava a la sala. Aquesta tenia planta de ferradura, però prou oberta per permetre la bona visibilitat des dels costats, Hi havia quatre pisos; els dos primers amb llotges, el tercer amb llotges a la primera fila i bancs a les altres dues files, i bancs al quart. En el primer pis hi havia un amfiteatre que sobresortia, amb butaques. La platea tenia disset files de butaques i llotges als costats. La capacitat del teatre estava entre 1.500 i 2.000 persones. La sala, amb algunes reformes posteriors, va perdurar fins a l'incendi de 1913, i l'estructura encara se'n mantingué fins al 1933. Al segon pis hi havia un saló de descans, octogonal ja que era sobre el vestíbul, amb finestrals que donaven a la Rambla i s'obrien a la balconada. En 1866 es feren reformes a la sala, aixecant el sostre i millorant l'aspecte general i l'acústica; l'aranya central fou substituïda per llums de gas a les baranes dels pisos, decorades en blanc amb daurats, que contrastava amb el vermell de les parets i les butaques. El nou sostre va rebre pintures d'Augusto Ferri. Igualment, les reformes milloraren la ventilació, lavabos i altres qüestions pràctiques.
El teatre fou un dels primers locals públics en instal·lar enllumenat elèctric; ho feu cap el 1885 amb el subministre de la Societat Espanyola d'Electricitat, recentment constituïda a Barcelona el 1881.
Després de l'incendi de 1933, la sala va ser reconstruïda abandonant l'estructura a la italiana i optant per una sala moderna, amb platea i un únic pis superior amb graderies, que arribava a cobrir mitja platea i proporcionava millor visibilitat al públic. El 1943 es va obrir la sala petita i el 1979 es van reformar les dues sales com a cinema. La major es va tornar a reformar, per sobre, a començament dels anys noranta, per tal que tornés a funcionar com a teatre, mantenint l'estructura existent.
A la reforma de 2013 s'han reformat la sala principal del teatre, condicionant la platea per a tot tipus d'espectacle, amb butaques que puguin treure-se'n fàcilment, i instal·lar al primer pis (l'amfiteatre) dos restaurants des dels que pugui veure's l'espectacle mentre se sopa. A la sala petita, la del Teatro Latino, s'obrirà un teatre de cabaret i espectacles musicals de petit format. El frontó es reformarà, mantenint-ne l'estructura (ben conservada) i la decoració per fer-hi actes esportius, presentacions de marques, showrooms i activitats diverses. A l'espai de la sala de billars s'instal·larà un hotel de 60 habitacions, i en la cúpula un bar cafeteria.

## Els cafès dels baixos
Als baixos del teatre s'instal·là, en 1750, un dels primers cafès de la ciutat, obert per l'italià Andrea Caponata. És el cafè al·ludit per Ramón de la Cruz en la seva sarsuela El café de Barcelona (1788), amb música de Blas de Laserna. També hi hagué a l'edifici, a la sala de la Cúpula Venus, el Café de los Guardias, que després en convertí en el Café Delicias. Als baixos s'obrí al segle xix el conegut café Lion d'Or, famós per les seves tertúlies literàries i la qualitat del seu restaurant.

## Història artística
L'escenari alternava representacions de teatre, en castellà i català, amb les d'òpera, que van ser les que van donar-li més prestigi i èxits de públic.
L'empresari havia de programar una temporada teatral que durava de Pasqua a la quaresma de l'any següent. Des de 1750 s'hi mantenien dues companyies estables: una d'òpera italiana i una altra de comèdia (teatre de text). En alguns moments s'hi afegí una tercera companyia, generalment italiana, de ball. Els actors d'òpera i ball eren generalment contractats a Itàlia; els de teatre, sovint, venien de Madrid.
Des de 1797 s'introduí el costum de fer-hi concerts vocals i instrumentals per evitar el tancament del teatre a la quaresma. També s'hi feien espectacles de circ, exhibicions gimnàstiques, jocs de mans, varietats, etc.

### Teatre de text

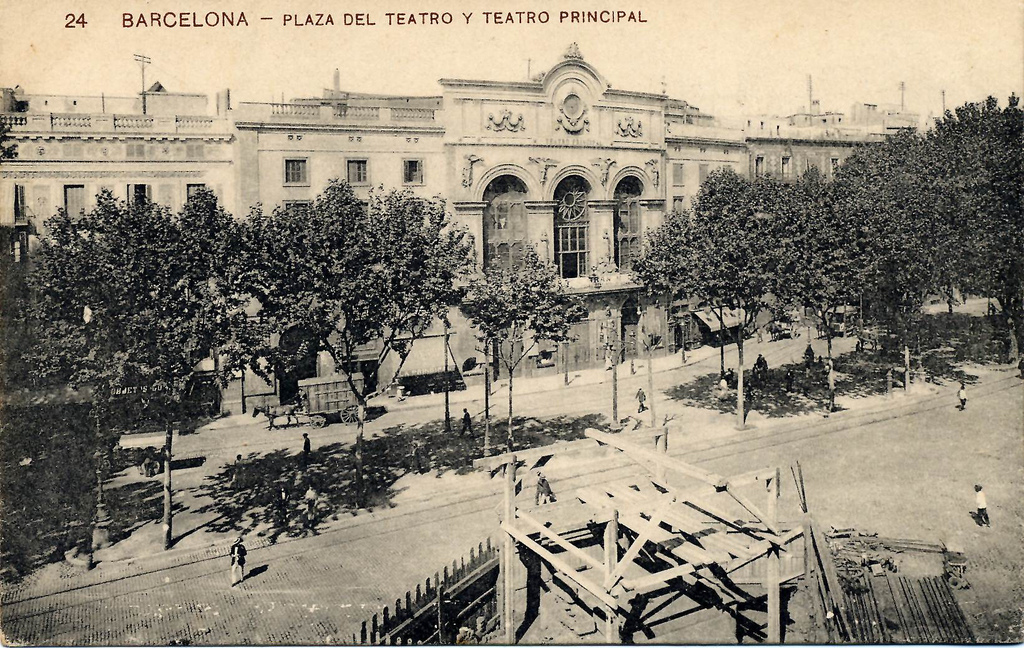
Postal de començament del, amb la façana del Teatre Principal de l'arquitecte Francesc Daniel Molina abans de l'incendi de 1913.

El repertori dels primers temps del teatre ens resulta poc conegut. A partir de referències literàries, sabem que els primers anys del segle xviii s'hi representaven comèdies d'autors clàssics espanyols: Agustín Moreto, Pedro Calderón de la Barca, etc., que també deuen haver estat els autors habituals durant el segle anterior.
A partir del segle xviii el Teatre de la Santa Creu es va renovar, afavorit per l'arribada dels Bibbiena, portats per l'arxiduc Carles d'Àustria, llavors comte de Barcelona i pretenent al tron espanyol, qui va ubicar la cort reial a Barcelona. La derrota dels austracistes va trencar aquest lligam amb els teatres europeus. Gràcies al comerç amb Gènova i Nàpols, s'intensificaren els llaços amb Itàlia i la influència del teatre i la música italianes.
Al segle xix començaren a estrenar-s'hi sainets i comèdies de costums d'autors com Francesc Renard, Josep Arrau i Estrada, Manuel Andreu Igual, Ignasi Plana, etc. Cap al 1820 s'hi estrenaren les comèdies de Josep Robrenyo, que assoliren gran popularitat. L'ús de la tramoia, introduïda per l'occità Joan de Grimaldi, va popularitzar les comèdies de màgia. La nova generació d'autors de sainets està representada per Josep Bernat i Baldoví.
Al voltant de 1860, hi ha un auge d'autors en català: Frederic Soler, Eduard Vidal i de Valenciano i Conrad Roure, que evolucionen des del sainet al drama romàntic, burgès i historicista. El 1865, Eduard Vidal i Valenciano estrena el seu primer drama català, Tal faràs, tal trobaràs. Malgrat la decadència de l'empresa, hi actuaren figures rellevants com les actrius Adelaida Ristori (1878), Eleonora Duse (1890) i Sarah Bernhardt (1900) o el transformista Leopoldo Fregoli (1894) en el seu debut a la ciutat.
El 1906 el teatre va acollir els Espectacles i Audicions Graner. Oferien espectacles teatrals amb música, obres noves amb text i música dels millors autors catalans del moment: Josep Carner, Adrià Gual, Apel·les Mestres, etc., als textos, i Enric Morera, Enric Granados, Felip Pedrell, etc. a la música.
A partir de l'incendi de 1915, la decadència del teatre s'accentua. Així i tot, l'última etapa (1935) va veure l'estrena absoluta de Doña Rosita la soltera de Federico García Lorca, estrenada per Margarida Xirgu.

### Òpera i música
L'òpera havia entrat a Barcelona el 1708, amb l'estrena de l'òpera d'Antonio Caldara Il più bel nome al saló de l'edifici de la Llotja. Durant els mesos següents s'hi cantaren diverses obres de Caldara i Porsile, i potser alguna de Carlo Pollarini, Francesco Gasparini, Andreas Fiore, etc. Al mateix escenari s'hi va fer el 1709 la Dafne de Emmanuele d'Astorga, estrenada a Gènova uns mesos abans. A partir de 1714, amb la presa de Barcelona i el final de la Guerra de Successió, es va interrompre l'activitat operística a la ciutat.

### Seglexviii
Juntament amb les comèdies, s'havien anat representant sarsueles, com La música es lo mejor el 1729 (segurament De los hechizos de Amor, la música es el mayor de José de Cañizares i amb música de José de Nebra) o, el mateix any, Eurotas y Diana, del mateix autor i un músic desconegut. Aquestes sarsueles, similars a l'opera seria italiana del moment, van tenir un gran èxit i van habituar al públic al teatre líric.

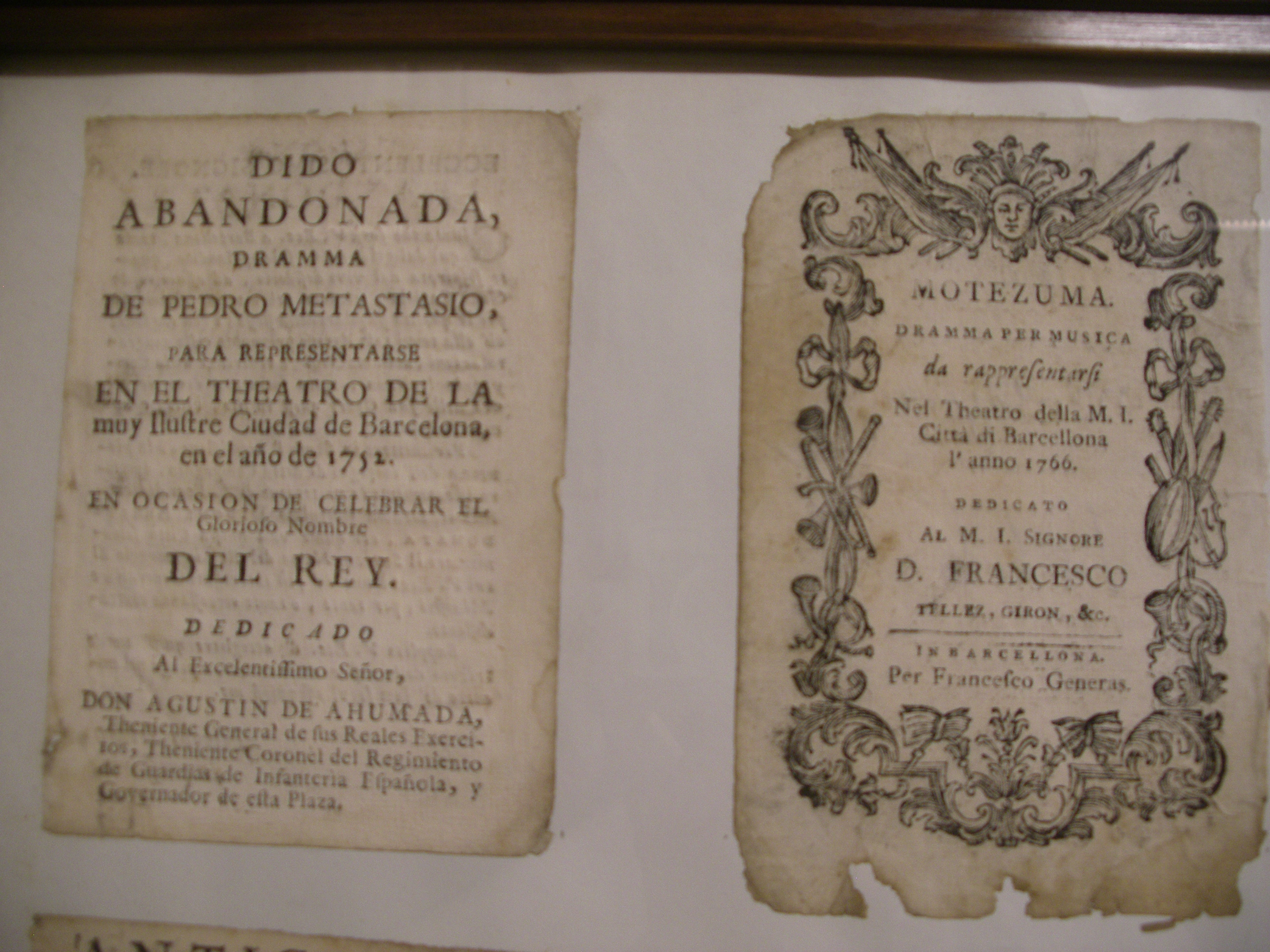
Llibrets d'òperes representades al Teatre de la Santa Creu ("el teatre de Barcelona", com diu a les portades), impreses a Barcelona

El 1730 s'hi va representar La folla real que és qualificada com a òpera italiana: en no tenir-ne dades, no podem saber amb seguretat si era així realment. Podria ser, en tot cas, la primera òpera representada, fora de la cort, a Barcelona. El 1731 s'hi van fer les sarsueles El estrago en la fineza, o, Júpiter y Semele de Cañizares y Adonis y Venus.
El 1750 es troba, ja al Teatre de la Santa Creu, una companyia d'òpera italiana, organitzada per Niccolò Setaro, que s'hi establí durant tres anys. A partir de llavors, es van anar contractant empresaris i companyies italianes, de manera que es podia parlar d'una temporada estable d'òpera, juntament a la de teatre.
El repertori alternava òpera seriosa i bufa, amb predomini d'aquest. Barbara Narici, Francesca Santarelli, Anna Bastiglia, Antonio Catena, Giuseppe Baratti... van ser alguns dels primers cantants d'òpera que van cantar al teatre. La primera funció operística de la que hi ha constància és la del 30 de maig de 1750, quan s'hi va estrenar El estudiante a la moda, amb música de diferents autors (de fet, un pasticcio). La segona òpera estrenada fou el pasticcio Don Bertoldo, a l'intermedi de la qual s'oferí La serva padrona de Giovanni Battista Pergolesi. La finta cameriera de Gaetano Latilla i La vedova accorta de Ferdinando Bertoni van ser altres òperes d'aquesta primera temporada.
Demofoonte de Baldassare Galuppi s'hi representà el 1751, amb escenografia de Francesc Tramulles. Destaquen en aquests anys les representacions de Merope de Niccolò Jommelli (1751), Il tracollo de Giovanni Battista Pergolesi (1754), El conde Caramelo de Baldassare Galuppi (1754), Ifigenia de Niccolò Jommelli (1755), Il trionfo di Camilla de Nicola Porpora (1755), i obres d'Alessandro Scarlatti, Giuseppe Scolari, Giuseppe Bonno, Gioacchino Cocchi, etc.
Es va consolidar així una activitat operística que, sense comptar amb el suport oficial d'una cort, va guanyar-se el públic i va crear una afició a la ciutat. El teatre esdevingué, a més, la porta d'entrada a Espanya de nombrosos autors musicals: en ell es van donar, per primer cop a Espanya, obres de Porpora, Galuppi, Pergolesi, Cimarosa, Gluck, Mozart, Salieri, Rossini, Bellini, Donizetti, Verdi, etc.
El 1760 s'hi va programar Buovo d'Antona de Tommaso Traetta i Le nozze di Dorina de Galuppi, a més de la primera estrena d'un autor català: L'Antigono de Josep Duran. Entre altres representacions posteriors destaquen: La buona figliuola (1761) i Il curioso del suo proprio danno (1762) de Niccolò Piccinni, Temistocle de Josep Duran (1762), Il filosofo di campagna de Galuppi (1770), Sesostri, re d'Egitto de Domènec Terradelles (1774), Lo sposo burlato de Piccinni (1776), La finta semplice de Paisiello (1778) i òperes de Jommelli, Scolari, Gregorio Sciroli, Brusa, Fischietti, Gennaro Astarita, etc.
1780 veié l'estrena a la península Ibèrica d'una obra de Christoph Willibald Gluck: Orfeo ed Euridice. L'italiana in Londra de Domenico Cimarosa s'hi va representar el 1782 i, del mateix autor, el 1783, Il pittore di Parigi, estrenada a Roma el mateix any. Il barbiere di Siviglia de Paisiello es va representar el 1787 (i després un altre cop el 1798). Després de l'incendi de 1788, el 1791 s'hi estrenaren les obres de Vicenç Martín i Soler: L'arbore di Diana i Una cosa rara; del mateix, el 1795, Il burbero di buon cuore i La capricciosa corretta (1798). El 1798 es va veure la primera representació a Espanya d'una òpera de Mozart: Così fan tutte. També es van veure títols d'Antonio Salieri, Giuseppe Gazzaniga, Ferdinando Paër—les d'aquest compositor foren interpretades per la seva esposa, la cantant Francesca Riccardi--, Valentino Fioravanti, etc.
També s'hi feien concerts, especialment en Quaresma, quan l'activitat teatral se suspenia. Eren temporades d'uns quinze concerts diferents, en els que s'interpretaven obres simfòniques (sovint fragmentàriament, però també completes), oratoris o concerts amb diverses peces i fragments instrumentals i vocals (àries o duets d'òperes). Així, pels programes, sabem que en març 1797 van interpretar-se dues simfonies de Franz Joseph Haydn i una de Pleyel, a més d'altres obres.

### De 1801 a 1840

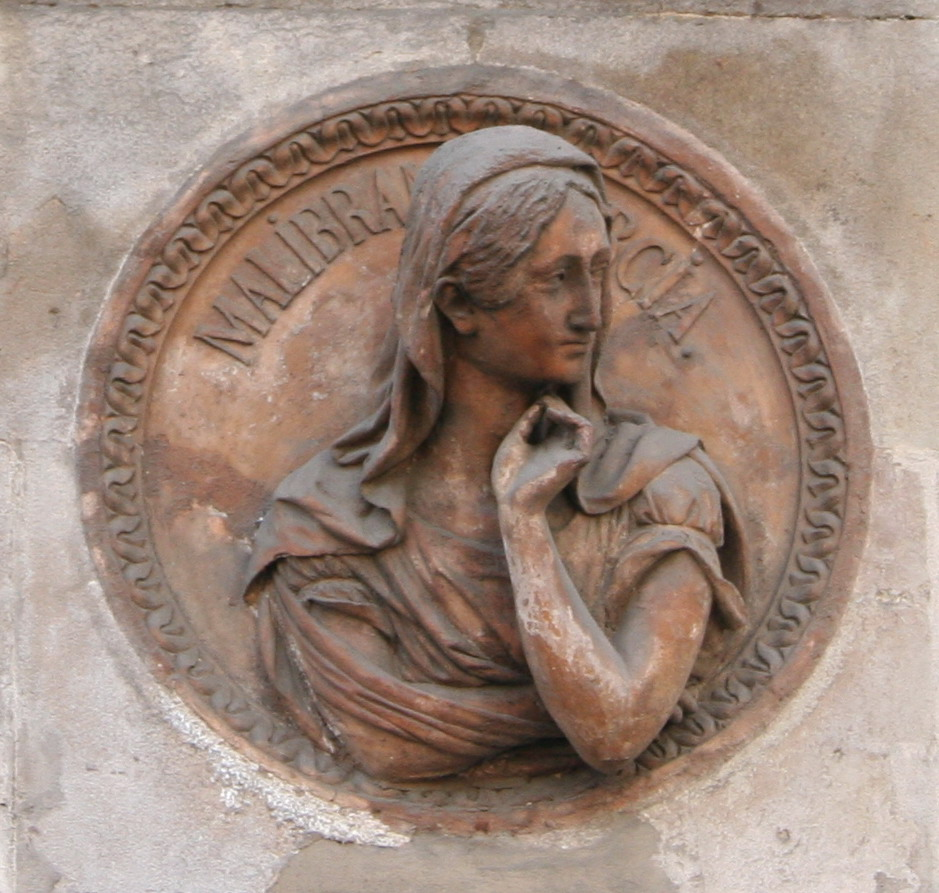
La façana del teatre és decorada amb busts de famosos actors de l'època, com aquest de Maria Malibran.

El 1802 hi actuà una companyia francesa que representava òperes de François-Adrien Boïeldieu, Dalayrac, Campioni, Grétry, etc. El 1808, la prohibició que actuessin companyies i artistes estrangers i la situació de guerra va fer que el teatre es quedés sense companyia d'òpera i tanqués fins a 1810. Llavors van començar a donar-se obres franceses per a distreure les tropes i funcionaris francesos que ocupaven la ciutat (durant la Guerra de la Independència, Catalunya va passar a ser una província de França, separada d'Espanya): Le calife de Bagdad de Boïeldieu, Richard Coeur de Lyon, Sylvain i La Fausse Magie de Grétry, Oedipe à Colone de Antonio Sacchini i òperes i operetes d'Arquier, Dézède, Gaveaux, Devienne, etc. El 1814, passada la guerra, la situació va tornar a la normalitat.
En 1815 s'hi va donar la primera representació espanyola d'una obra de Rossini: L'italiana in Algeri, seguida a la mateixa temporada per les de L'inganno felice i La cambiale di matrimonio, i obres de Mosca, Pavesi, Generali i Mayr. Tancredi es va donar el 1817 i La Cenerentola, Torvaldo e Dorliska i Il barbiere di Siviglia rossinians el 1818-1819, La gazza ladra el 1819-1820, Il turco in Italia el 1820-1821, etc. En aquest temps es van oferir obres de Coccia, Giovanni Pacini, Vincenzo Puccita, Pietro Guglielmi, Portogallo, Ramon Carnicer i Batlle (llavors director musical del teatre), etc. El 1823 hi hagué la primera òpera de Saverio Mercadante, Elisa e Claudio, a la que continuaran moltes altres del mateix autor. El 1825 fa la seva aparició Giacomo Meyerbeer amb Margherita d'Anjou. Donizetti es presenta el 1828 amb L'ajo nell'imbarazzo. Caraffa, Persiani, Vaccai són altres autors que s'hi representen. Vincenzo Bellini, amb Bianca e Fernando, es presenta el 1830.
Entre les estrenes donades, destaquen les de: L'elisir d'amore (1833) i Anna Bolena (1835) de Donizetti, Guillaume Tell de Rossini (1834) o Norma de Bellini (1835).
La competència amb el Teatre Nou i el Gran Teatre del Liceu, que comença les seves activitats al Teatre de Montsió el 1837, fa que l'empresa intenti programar més estrenes i contractar els millors cantants. Lucia di Lammermoor i Roberto Devereux de Donizetti s'hi fan el 1838; Lucrezia Borgia, del mateix i La Muette de Portici d'Auber, el 1840. El 1842 es representa la primera òpera de Verdi: Oberto, conte di San Bonifacio; el 1844, Nabucco; des de llavors, Verdi esdevindrà un habitual a la programació; I Lombardi el 1845, Hernani, (10 de març de 1849), que fou un èxit del baríton barceloní Adolf Gironella, etc.

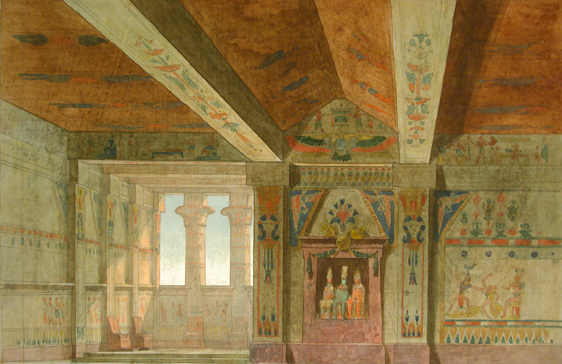
Esbós per a l'escena de l'estrena dAida en 1876, per Francesc Soler i Rovirosa.

### La rivalitat amb el Liceu (fins al 1875) i la decadència
El 1850, el Teatre Principal i el Liceu passaren a mans d'un únic empresari: la manca de rivalitat provoca que no s'estrenin tantes obres noves al Principal: Luisa Miller de Verdi (1851), Poliuto de Donizetti (1856), Stiffelio de Verdi (1856). La juive de Halévy (1859) o Martha de Friedrich von Flotow (1860), Le Caïd d'Ambroise Thomas (1864), Si j'étais roi d'Adolphe Adam, Les Diamants de la couronne d'Auber (1866). Durant aquests anys, pren la iniciativa el Liceu. El Principal, tot i això, estrena el 1876 a Barcelona Aida de Verdi i Roméo et Juliette de Gounod i el 1882 estrena la primera òpera wagneriana a la ciutat: Lohengrin, i Hamlet de Thomas. Cantaren llavors al teatre figures importants com Enrico Tamberlick, Roberto Stagno, Francesco Uetam, Adelina Patti, Angelo Masini o Julián Gayarre.
La decadència ja era més accentuada: la competència del Liceu i altres teatres que també oferien òpera—el Tívoli, el Novedades, etc.-- van fer que l'empresa es decantés cap al teatre de text, més rendible. Després de l'incendi del 3 de novembre de 1915, el Principal ja no va tornar a oferir espectacles operístics, encara que sí que va fer-ne sarsueles.
Entre els músics que van dirigir el teatre hi ha Antonio Tozzi, Pietro Generali o Ramon Carnicer i Batlle, entre d'altres.

## Algunes estrenes absolutes[18]

### Òpera i teatre líric
- 1746 Una vez da el amor la paz, sarsuela de Josep Martí, llibret de Pere Pau Gregori
- 1750 Il maestro di cappella de Pietro Auletta (obra nova a partir del seu L'Orazio, de 1737, amb noves àries seves i d'altres autors)
- 1750 Il filosofo chimico poeta, òpera de Giuseppe Scolari
- 1750 Alessandro nelle Indie, òpera de Giuseppe Scolari
- 1751 Il vecchio avaro, òpera de Giuseppe Scolari
- 1751 L'impostore, òpera de Gioacchino Cocchi i Giuseppe Scarlatti
- 1752 Didone abbandonata, òpera de Giuseppe Scolari
- 1753 Il Vologeso, òpera de Giovanni Battista Lampugnani (revisió d'una òpera de 1752)
- 1754 Il Venceslao, òpera de Gaetano Latilla
- 1755 Il trionfo di Camilla, òpera de Nicola Porpora, segona versió revisada de l'estrenada el 1740
- 1760 Antigono, òpera de Josep Duran
- 1761 Il signor dottore "dramma giocoso" de Domenico Fischietti
- 1762 Temistocle, òpera de Josep Duran
- 1782 Lo scherzo della magia, ossia, La casa incantata, òpera d'Antonio Tozzi
- 1783 Dafne vincitrice d'Apollo, òpera d'Antonio Tozzi
- 1783 Ulisse, trionfatore di Circe, òpera d'Antonio Tozzi
- 1783 I due gemelli Castore e Polluce, òpera d'Antonio Tozzi
- 1785 Cajo Mario, òpera d'Antonio Tozzi
- 1787 L'antiquario burlato, ossia, La statua matematica de Luigi Caruso
- 1788 La caccia d'Enrico IV, òpera d'Antonio Tozzi
- 1788 El café de Barcelona, sarsuela de Ramón de la Cruz amb música de Blas de Laserna
- 1788 Il caffè di Barcellona, òpera bufa de Vincenzo Fabrizi
- 1789 L'inganno amoroso, òpera de Giacomo Tritto
- 1791 Zemira e Azor, òpera d'Antonio Tozzi
- 1792 L'amore alla patria, ossia, Cordova liberata dei mori, òpera d'Antonio Tozzi
- 1794 I due ragazzi savoiardi, òpera d'Antonio Tozzi
- 1797 Il Telemaco nell'isola di Calipso, òpera de Ferran Sor
- 1797 La principessa filosofa, òpera de Carles Baguer
- 1802 Il trionfo di Venere, cantata d'Antonio Tozzi
- 1805 Angelica e Medoro, òpera d'Antonio Tozzi
- 1806 Pamela nubile, òpera de Pietro Generali amb llibret de Gaetano Rossi
- 1815 Bernardino, "opera buffa" de Pietro Generali
- 1815 El billete amoroso, tonadilla de Ramon Carnicer i Batlle
- 1817 Gusmano di Valor i La cecchina, òperes de Pietro Generali

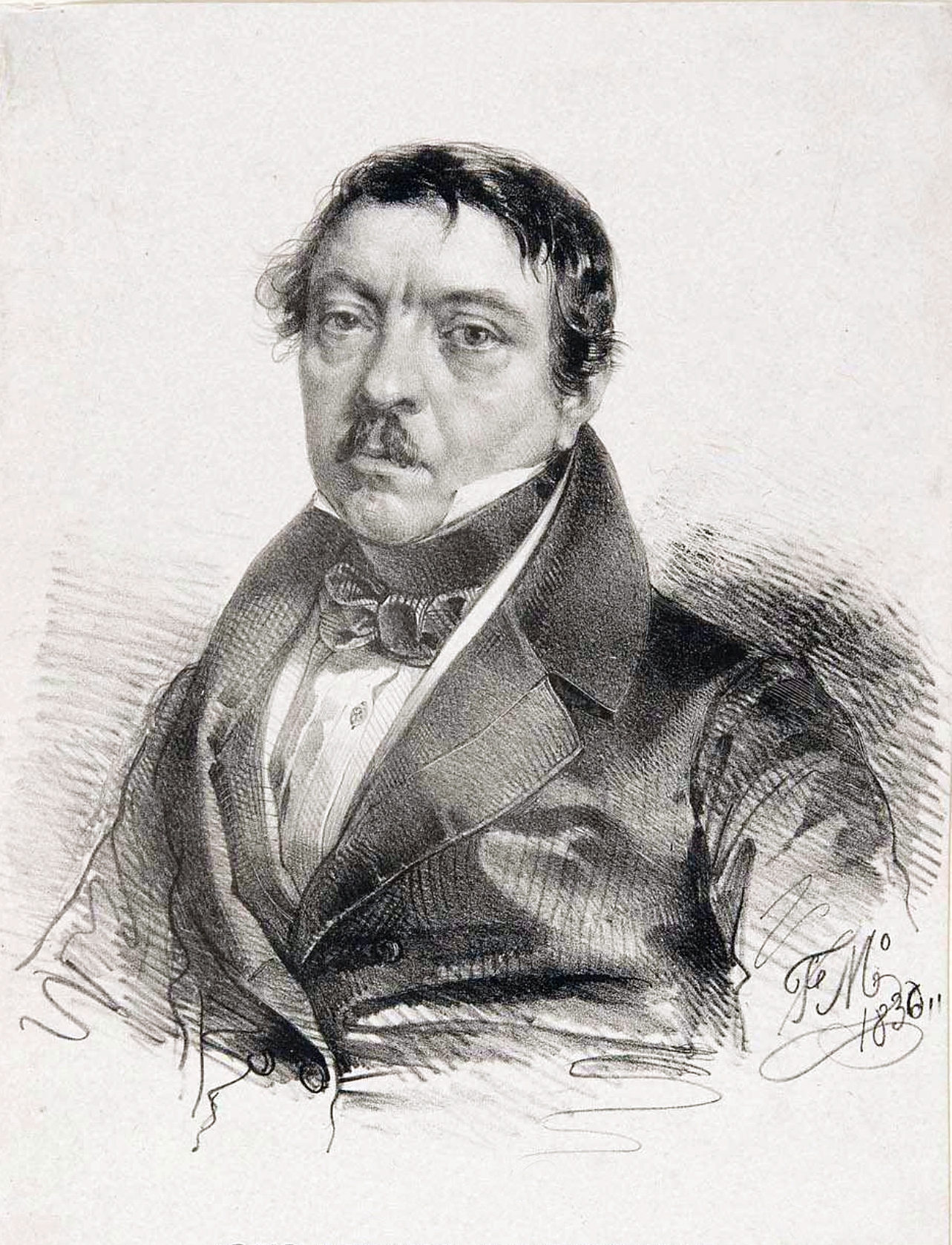
Ramon Carnicer i Batlle fou director del teatre i un dels autors que hi van tenir més èxit

- 1818 Bernardino, òpera de Pietro Generali
- 1819 Adele di Lusignano, òpera de Ramon Carnicer i Batlle
- 1821 Elena e Constantino, òpera de Ramon Carnicer
- 1822 Il dissoluto punito, ossia Don Giovanni Tenorio, òpera de Ramon Carnicer
- 1824 Zeliska e Amoverno, òpera de Dionisio Brogialdi
- 1825 I due Figaro, òpera de Dionisio Brogialdi
- 1833 Ercole in Iberia, cantata de Mateu Ferrer
- 1835 Primera simfonia de Vicenç Cuyàs
- 1839 La fattuchiera, òpera de Vicenç Cuyàs
- 1839 Sermondo il Generoso, òpera d'Antoni Rovira
- 1839 La redoma encantada, sarsuela de Joan Goula
- 1840 La vedovella, òpera d'Eduard Domínguez
- 1843 Il proscritto d'Altenburgo, òpera de Carles Grassi
- 1844 Ernesto, duca di Sicilia, òpera de Josep Piqué
- 1844 Don Pelayo, òpera de Josep Gerlí
- 1845 La dama del castello, òpera d'Eduard Domínguez
- 1847 Melusina, òpera de Joan Sariols, llibret de Víctor Balaguer
- 1850 La lega lombarda, òpera d'Antonio Buzzi; Todos locos y ninguno, sarsuela de Narcís Freixas
- 1851 La tarántula, ballet-pantomima de Casimire Gide; Los recuerdos del latín, sarsuela de Demay de Schoembrun, llibret de Víctor Balaguer
- 1853 El bufón de la Reina, sarsuela en tres actes de Tomás Genovés y Lapetra, llibret d'Emilio de Miró;[19] El sombrero de paja, sarsuela de Demay de Schoembrun; Tres para una, sarsuela de Nicolau Manent
- 1855 Libretto, òpera de Gabriel Balart
- 1862 Amor y arte, sarsuela de Gabriel Balart amb llibret de José Zorrilla
- 1863 Rival y duende, sarsuela de Gabriel Balart
- 1871 El tulipán de los mares, sarsuela de Gabriel Balart
- 1878 Constanza, òpera d'Antoni Nicolau (estrena de l'obra completa (un acte s'havia fet al Liceu)
- 1880 A la voreta del mar, òpera de Joan Goula
- 1884 La almoneda y el diablo, sarsuela de màgia de Gabriel Balart
- 1890 Trafalgar, sarsuela de Gerónimo Giménez, llibret de Javier de Burgos
- 1891 Carmela, sarsuela de Tomás Reig
- 1892 Los saltimbanquis, sarsuela de Pettenghi
- 1894 L'illa tranquil·la, sarsuela d'Urbà Fando
- 1895 Amores de un veneciano, opereta de Julio Pérez Aguirre
- 1899 De enero a enero, sarsuela d'Albert Cotó, llibret de Joaquín Montero
- 1900 Lo suplici de Tàntalo, sarsuela de Joan Manén, llibret d'Antoni Ferrer Codina (27-10)
- 1905 La matinada, obra lírica de Felip Pedrell
- 1906 Gaziel, text d'Apel·les Mestres, música d'Enric Granados
- 1906 Triana, per a piano, tercera peça del segon quadern de la suite Iberia d'Isaac Albéniz
- 1906 Innocència, "passatemps còmico-líric", música de Joaquim Grant, text d'Eduard Aulès i Garriga
- 1907 A peu pla, "juguet en un acte", música de Frederic Alfonso i Ferrer, text d'Eduard Aulès i Garriga
- 1907 No diguis blat, "passatemps còmico-líric", música de Joan B. Borràs de Palau, text d'Eduard Aulès i Garriga
- 1907 La dida seca, sarsuela, música de Carles Oró, text d'Eduard Aulès i Garriga
- 1914 La Baldirona, sarsuela, música d'Enric Morera, text d'Àngel Guimerà
- 1934 Los inviolables, sarsuela de Jose Padilla
- 1942 Los tres cosacos, sarsuela, música de Josep M. Torrens i Ventura i Pasqual Godes
- 1943 La canción del Tirol, sarsuela, música de Josep M. Torrens i Ventura
- 1945 La eterna canción, sarsuela de Pablo Sorozábal; Mambrú se fue a la guerra, sarsuela de Joan Dotras Vila, llibret de Federico Romero i Guillermo Fernández Shaw
- 2015 Magda: una òpera catalana, òpera de Ramon Ribé amb llibret de Jordi Voltas (24-9).

### Teatre
- 1604 El Bruto ateniense de Gaspar de Mesa (escrita el 1602, potser es va fer abans a Madrid)
- 1641 Comedia de la entrada del Marqués de Los Vélez en Cataluña, y rota de Montjuïc, comèdia anònima (es va imprimir dos cops, però no és segur que es representés).
- 1706 Comedia famosa del sitio de Barcelona y fuga del Duque de Anjou de Josep Ribes
- 1782 El amor de la libertad i La perla de Cataluña, o, Barcelona perdida y restaurada, comèdies anònimes
- 1788 La defensa de Barcelona por la más fuerte amazona de Fermín del Rey
- 1805 Joan i Eulàlia, o, El sarau de la Patacada, sainet de Josep Robrenyo (16-9)
- 1811 El embrollo, comèdia bilingüe de Francesc Renart (11-1)
- 1814 El médico a palos traducció i adaptació de Leandro Fernández de Moratín de la comèdia de Molière Le médecin malgré lui.
- 1815 La Layeta de Sant Just comèdia bilingüe de Francesc Renart.
- 1818 Malek-Adhel, tragèdia d'Ángel de Saavedra, Duque de Rivas, basada en la novel·la de Marie Cottin Mathilde.
- 1832 Antonino, o, El mal uso del talento, comèdia de Vicenç Bastús
- 1833 Qui no adoba la gotera, ha d'adobar la casa entera, comèdia d'èxit d'autor desconegut; Mudarra, drama histórico de Francisco Altés; La casa de dispeses comèdia bilingüe de Francesc Renart.
- 1842 Lealtad a un juramento, o, Crimen y expiación, d'Ángela Grassi
- 1844 Bandera contra bandera, drama de Víctor Balaguer; Un Bara, drama de Juan Ullas; Roger de Flor, o, El manto del templario, drama d'Antoni de Bofarull
- 1847 Los quid-pro-quos, de Joan Mañé i Flaquer
- 1859 Amores perdidos, drama de Joaquín Asensio de Alcántara
- 1864 Narros y cadells, drama històric de Fernando Guerra; Los fueros de la Unión, drama històric de Jerónimo Borao
- 1865 Tal faràs, tal trobaràs, drama d'Eduard Vidal i de Valenciano; Un barret de rialles, comèdia de Frederic Soler, "Pitarra"; La teta gallinaire, sainet de Francesc Camprodon.
- 1868 Benvingut sia, comèdia d'Eduard Vidal i de Valenciano
- 1870 Entre clérigos y diablos, o, El encapuchado, drama de José Zorrilla
- 1878 La masonera del León de Oro, comèdia d'Eduard Vidal i de Valenciano
- 1879 Gala Placídia, tragèdia d'Àngel Guimerà (representació privada)
- 1896 Currita Albornoz, comèdia de Juan Torrendell
- 1899 Lladres, drama d'Ignasi Iglesias
- 1903 La barca, obra d'Apel·les Mestres
- 1905 El comte Arnau, text de Josep Carner, música d'Enric Morera (12-10); La fustots, text de Carner amb música arranjada de Robert Schumann (12-10)
- 1905 La matinada, text d'Adrià Gual, música de Felip Pedrell (27-10)
- 1905 El miracle del Tallat, text de Josep Carner i música d'Enric Morera (27-11)
- 1905 La nit de Nadal, text de Cases i Auger, música de Joan Lamote de Grignon (24-12)
- 1906 Els tres tambors d'Adrià Gual amb música d'Enric Morera (9-2)
- 1906 Fra Garí, text de Xavier Viura, música de Francesc Montserrat i Ayarbe (20-4)
- 1906 Nit de Reis d'Apel·les Mestres amb música d'Enric Morera (20-9), Pierrot lo Lladre d'Apel·les Mestres; Un malalt, monólogo d'Apel·les Mestres
- 1906 Festa completa de Palmira Ventós i Cullell amb el pseudònim Felip Palma i amb música de Narcisa Freixas (26-10)
- 1906 La dama d'Aragó, text de Morató, música d'Esquerrà (28-10)
- 1906 Gaziel, text d'Apel·les Mestres, música d'Enric Granados (2-11)
- 1906 La santa espina, text d'Àngel Guimerà, música d'Enric Morera (19-12)
- 1906 La filla del marxant, El torrent de les fades, d'Ambrosi Carrion, amb música d'Amadeu Cristià i Rotches
- 1906 Les alegres comediantes d'Adrià Gual
- 1907 La primera carta, monólogo de Santiago Rusiñol
- 1907 Valor, drama de Modest Urgell
- 1908 La reina vella, drama d'Àngel Guimerà, música d'Enric Morera (16-1)
- 1908 El miracle de Santa Agnès, drama de Salvador Vilaregut, amb música de Francesc Montserrat (2)
- 1910 Andrònica, drama d'Àngel Guimerà (estrena en català; la traducció al castellà s'havia fet a Madrid el 1905)
- 1910 El redemptor, drama de Santiago Rusiñol
- 1911 La reina jove, drama d'Àngel Guimerà; Muntanyes blanques i Els Zin-calós, drames de Juli Vallmitjana
- 1912 L'arlequí vividor, obra d'Adrià Gual
- 1912 El fill de Crist, obra d'Ambrosi Carrión
- 1914 La lepra i L'envelat de baix, sainets de Santiago Rusiñol
- 1915 El yermo de las almas, obra de Ramón María del Valle-Inclán
- 1935 Doña Rosita la soltera, o, El lenguaje de las flores de Federico García Lorca; El jutge està malalt, obra de Carles Fages de Climent, amb música de Jaume Pahissa i Jo.

## Estrenes d'obres musicals
El Principal fou el lloc on van representar-se i sentir-se per primer cop a Espanya moltes de les grans obres del repertori musical, sobretot òperes. En molts casos, entre la data de l'estrena absoluta i la seva estrena al Principal va passar molt poc temps. Entre elles, es poden citar (la data entre parèntesis és la de l'estrena mundial de l'obra):
- 1750 La serva padrona de Giovanni Battista Pergolesi (1732) (primera estrena espanyola d'una òpera de l'autor)
- 1751 Merope de Niccolò Jommelli (1741); Il mondo della luna(1750) i Il Demofoonte de Baldassare Galuppi.
- 1752  Il mondo alla roversa de Baldassare Galuppi (1750).
- 1754 Livietta e Tracollo de Giovanni Battista Pergolesi (1734); Il conte Caramella de Baldassare Galuppi (1751); Sesostri, re d'Egitto de Domènec Terradelles (1751, primera òpera d'autor català estrenada a Catalunya); Il Farnace de Davide Perez.
- 1755 Ifigenia in Aulide de Niccolò Jommelli (1751).
- 1756 Il trionfo di Camilla de Nicola Porpora (1740).
- 1760 Buovo d'Antona de Tommaso Traetta (1759).
- 1761 La buona figliuola (1760) i Il curioso dal suo proprio danno (1756) de Niccolò Piccinni.
- 1776 Lo sposo burlato de Niccolò Piccinni (1769).
- 1780 Orfeo ed Euridice de Christoph Willibald Gluck (1762) (primera obra de Gluck feta a Espanya).
- 1782 L'italiana in Londra de Domenico Cimarosa (1779).
- 1783 Il pittore parigino de Domenico Cimarosa (1781).
- 1787 Il barbiere di Siviglia de Giovanni Paisiello (1782); Don Giovanni de Giuseppe Gazzaniga (1787).
- 1789 Nina de Giovanni Paisiello (1789).
- 1793 Il matrimonio segreto de Domenico Cimarosa (1792).
- 1795 Le astuzie femminili de Domenico Cimarosa (1794).
- 1798 Così fan tutte de Wolfgang Amadeus Mozart (1790) (primera òpera de Mozart a Espanya).
- 1802 Le cantatrici villane de Valentino Fioravanti (1798).
- 1805 La creació, oratori de Franz Joseph Haydn (1799) (17-3; en 1804 s'havia interpretat a la Casa del Gremi de Velers de Barcelona)
- 1805 Les estacions, oratori de Franz Joseph Haydn (1801) (21-3)
- 1807 Gli Orazi e i Curiazi de Domenico Cimarosa.
- 1808 Il Sedecia, ossia La distruzione di Gerusalemme per Nabucodonosor II, oratori de Johann Simon Mayr
- 1810 Richard Coeur de Lion (1784), Silvain (1770) i La fausse magie (1775) de Grétry; Oedipe à Colone d'Antonio Sacchini (1787).
- 1815 L'italiana in Algeri (1813), L'inganno felice (1812) de Gioachino Rossini (primeres òperes de Rossini a Espanya).
- 1816 La cambiale di matrimonio de Gioachino Rossini (1810).
- 1817 Elisabetta, regina d'Inghilterra (1815) i Tancredi (1813) de Gioachino Rossini.
- 1818 La Cenerentola (1817), Il barbiere di Siviglia (1816) i Torvaldo e Dorliska (1815) de Gioachino Rossini; Simfonia de Mateu Ferrer i una simfonia de Beethoven (16-2)[20]
- 1819 La gazza ladra de Gioachino Rossini (1817).
- 1821 La pietra del paragone i Otelo de Gioachino Rossini (1816).
- 1822 L'occasione fa il ladro i Aureliano in Palmira de Gioachino Rossini.
- 1823 Elisa e Claudio de Saverio Mercadante (1821); La scala di seta (1812) i La donna del lago (1819) de Gioachino Rossini.
- 1824 La zingara de Gaetano Donizetti (1822) (estrena a Espanya i primera òpera de l'autor a Espanya); Edoardo e Cristina de Rossini.
- 1825 Marguerite d'Anjou i Il crociatto in Egitto de Giacomo Meyerbeer (1820), Mosè in Egitto de Rossini.
- 1826 Semiramide de Gioachino Rossini (1823).
- 1827 Maometto II i Matilde di Shabran de Gioachino Rossini; Giulietta e Romeo de Vaccai.
- 1828 L'ajo nell'imbarazzo de Gaetano Donizetti (1824)
- 1829 Emma di Resburgo de Giacomo Meyerbeer
- 1830 Bianca e Fernando de Vincenzo Bellini.
- 1831 Le Comte Ory de Gioachino Rossini (1828).
- 1833 L'elisir d'amore de Gaetano Donizetti (1832).
- 1835 Torquato Tasso de Gaetano Donizetti.
- 1838 Roberto Devereux de Gaetano Donizetti (1837).
- 1842 Oberto, Conte di San Bonifacio de Giuseppe Verdi (1839) (primera estrena de Verdi a Espanya).
- 1844 Nabucco de Giuseppe Verdi (1842).
- 1845 I lombardi alla prima crociata (1843) i I due Foscari (1844) de Giuseppe Verdi.
- 1848 I masnadieri de Giuseppe Verdi (1847)
- 1851 Luisa Miller de Giuseppe Verdi (1849).
- 1856 Stiffelio de Giuseppe Verdi.
- 1860 Martha de Friedrich von Flotow (1847).
- 1864 Le Caïd d'Ambroise Thomas (1849).
- 1866 Si j'étais roi d'Adolphe Adam (1852)
- 1866 Les Diamants de la couronne de Daniel Auber (1841).